# 小向美奈子
小向 美奈子（こむかい みなこ、1985年5月27日 - ）は、日本のAV女優、元グラビアアイドル、YouTuberである。東京都板橋区出身。カプセルエージェンシー所属。

## 来歴

### グラビアアイドル
東京都板橋区に生まれる。その後埼玉県蓮田市に居住を移し、蓮田市立黒浜中学校卒業。日本音楽高等学校中退。
15歳の時に家出をして渋谷センター街にてビラ配りのアルバイト中に、後に所属することになる事務所のマネージャーにスカウトされグラビアアイドルとしてデビューする。このマネージャーは後に芸能事務所SPエージェンシーの社長となり、所属タレントの山地まりにデビュー当時の小向美奈子の面影を見出しスカウトしたことを『アサヒ芸能』のテリー伊藤と山地まりの対談企画で語っている。
2000年（平成12年）終盤に第1期プチエンジェル、2001年（平成13年）にフジテレビビジュアルクイーンの一員として選出された。昼ドラ『冬の輪舞スペシャル』ではウェディングドレス姿を披露している。サッカーアニメ『ホイッスル!』では、主人公の風祭将の声優も務め、主題歌も担当。2005年（平成17年）夏頃に水着卒業を発表。しかし、ほしのあきの活躍ぶりに心を打たれたとの理由で、2006年（平成18年）7月発売のDVD「REVOIR」でグラビア活動を再開した。

### 契約解除と告白記事
2008年（平成20年）9月24日、所属事務所リップが契約解除を発表。事務所側は「本人の体調不良・精神的不安定・音信不通状態なども幾度かあり、仕事上でも支障をきたすことがありました」「復帰に向けて動き出してきましたが、我々の予想以上に困難な状態となり、これ以上本人の芸能活動を支えることが不可能と判断し、専属契約を解除する運びとなりました」と説明した。
この当時の事を小向は後述する丸山ゴンザレスとの対談にて、当時の交際相手に別れを切り出したところ、暴力を振るわれ顔もボコボコで軟禁状態で仕事に行けなかったと話している。
同年11月末、小学館『週刊ポスト』は「私が見た『副業は売春という悪夢』」という衝撃的なタイトルで、小向の記事を掲載した。記事内では「アイドルを紹介することでお金を得ている人たちがいて、デートクラブみたいな仕組みができている。闇社会の人もいます（中略）売春を副業にしちゃうグラドル、何人もみてきた」と芸能界の“売春ネットワーク”の存在を明かした様に書かれている。本人は「あたしは神様に誓ってやったことはない」と売春をしなかったと断言。何人かのIT社長から札束を積まれたが、金銭を受け取らなかったと記事には掲載されている。
しかし、本人は2021年に丸山ゴンザレスとのYouTube番組での対談で、この記事は事務所を辞めた謝罪とグラビアを掲載しようと、親しい編集者と話を進めていた特に問題の無い企画のはずだった。しかし途中で執筆者が変わり、当初の話とは全く違う記事内容になっていたと明かしている。
内容は小向がインタビューで話したことと、ライターが書いたものがあったが、全体として見ると全てを小向が発言したかの様な内容になってしまっていたと述べている。
これについて丸山は、雑誌業界では原稿チェックで本人の部分だけを見せ、全体像としては伝えずに、掲載時には雑誌側の都合の良い内容で出版するという問題のあるケースもあるという事を語っている。

### 覚せい剤取締法違反事件
2009年（平成21年）1月22日、2008年（平成20年）6月下旬に交際相手の男の自宅で、微量の覚醒剤を共同で所持した疑いで覚せい剤取締法違反の容疑で逮捕された。所持量がわずかだったため所持容疑は起訴猶予処分となったが、尿検査で陽性反応があり、「六本木のクラブで知り合いの外国人女性に勧められて、店内で吸引した」と供述したため、同法違反（使用）容疑で追送検され、起訴された。
小向は被告人質問で、覚醒剤を始めた経緯を「付き合っていた男性に強要された。断ると暴力を振るわれた」と語り、また、今回の使用については「六本木のクラブで外国人の女性に誘われた。酔っぱらった勢いで使った。仕事を解雇され、いろいろな負い目があった」と涙ながらに語った。同年2月26日東京地方裁判所は小向に懲役1年6カ月、執行猶予3年の判決を言い渡した。今後については「同世代の女の子のように、普通の生活を送りたい」と述べた。
2021年のYouTubeでの丸山ゴンザレスとの対談では、芸能界に入る前にはクラブなどで周囲で覚醒剤を使っている人物を見たことはあったが、覚醒剤の使用により亡くなった知り合いなどがおり、自分は当時は使っていなかった。薬物を売ろうとしてきた自分より年上の中学生ぐらいの女子から、薬物を取り上げトイレに捨て、止めるようにと金額だけ渡した事もあったと言う。
逮捕当時の交際相手から覚せい剤の使用を強要された時は、使わなければ（暴力等で）殺されると思ったからと述べている。

### ストリップ転向とアダルトイメージビデオ発売
2009年（平成21年）6月5日から25日間連続で、ストリップ劇場である浅草ロック座の『25周年特別興行第一弾』に特別ゲストとして出演した。これに先立ち、前所属事務所リップから契約違反を理由に出演禁止を求める仮処分の申請が東京地方裁判所にされ、同裁判所が出演禁止を命令した中での出演となった。グラビアアイドル時代にセミヌードになったことがあるもののバストトップを晒すことはなかったが、舞台ではセクシーな下着を身につけて演舞し、自らブラジャーを外して乳房を全てあらわにした。劇場内は撮影禁止であったが、劇場内で撮影した写真を『FRIDAY』と『週刊現代』が掲載、浅草ロック座は掲載された両誌の出版差し止めの仮処分申請を東京地裁に提出した（申請は却下された模様）。
2009年（平成21年）8月5日放送回『ビートたけしの絶対見ちゃいけないTV』で生着替えのコーナーに出演。2009年12月4日、ソフト・オン・デマンドより、浅草ロック座でのオリジナルストリップムービーを収録したDVD「DANGEROUS STRIPPER」が2010年1月に発売される、と発表される。

### 再びの逮捕と釈放・不起訴
2011年（平成23年）2月7日、覚醒剤を譲り受けたとして、警視庁が逮捕状を東京地方裁判所からとった。その直後フィリピンに出国し、暫くマニラ首都圏に滞在していたが、25日にマニラ発成田国際空港行きの旅客便で日本へ帰国。成田空港に到着後、そのまま警視庁に覚せい剤取締法違反容疑で逮捕された後に、東京地方検察庁立川支部に送致されたものの、3月18日に証拠不十分で釈放され、不起訴となった。
3月24日にフィリピンへ再渡航。永住権取得が目的という。その後、表立った行動はなかったが、5月6日に自身が主演した映画『花と蛇3』の作者である団鬼六が死去した際、16日に行われた告別式に参列した。団は生前に小向に対して復帰するなら「SMのような作品に出たらいい」と勧めたと語っていた。

### アダルトビデオ発売
2011年（平成23年）9月9日、アダルトビデオ制作会社であるアリスJAPANと専属契約し、10月14日に発売されたAVでデビューした。デビュー作である「AV女優 小向美奈子」は、20万本を売り上げる大ヒットとなり、メンズサイゾーでは2012年1月時点で最も売れたAVであるとしている。
2025年2月10日週FANZA動画フロアでは、2015年12月発売の『MOODYZ小向美奈子全作品集』が3位まで急上昇。時代を超えて愛される作品であることを証明した。

### 3回目の逮捕
2015年2月6日午前7時ごろ、自宅マンションにて覚醒剤約0.1グラムを所持したとし、関東信越厚生局麻薬取締部によって覚せい剤取締法違反の現行犯で逮捕、また同時に吸引器具も発見された。
2月26日、自宅で覚醒剤約0.05グラムを所持したとして、覚せい剤取締法違反（所持）の罪で東京地方検察庁に起訴される。3月3日、覚醒剤を使用したとして、覚せい剤取締法違反（使用）容疑で関東信越厚生局麻薬取締部によって追送検される。3月9日、保釈保証金200万円を納め、勾留先の警視庁東京湾岸警察署から保釈された。保釈保証金200万円は関係者がこの日納付したが、東京地方裁判所が保釈を認めたのは同月2日であり、1週間も保釈されなかった。捨て鉢な態度を取る小向を戒めようと、関係者らが保釈保証金を納めずに勾留期間を延ばしたとされる。3月11日、覚せい剤取締法違反（使用）の罪で追起訴された。
4月16日、初公判が東京地方裁判所で行われ、懲役2年が求刑された。4月27日に東京地方裁判所は、執行猶予の無い懲役1年6月の実刑判決を言い渡した。これに対し控訴はせず、また交際中の男性と出所後に結婚する意向であると報じられた。しかし、服役前に交際中の男性とは破局し、栃木刑務所に収監された。収容の際にバイセクシャルであることを申告したため、通常の雑居房ではなく独居房での生活となり、服役中は所内の図書館で借りた『戦争と平和』や『アンナ・カレーニナ』を愛読した。
2016年7月に釈放され、この年にはグラビアに登場してDVDが発売され、仕事を再開した。
小向が主人公、風祭将を演じたアニメ『ホイッスル!』は放送終了から14年ほど経った2016年12月17日からボイスリメイクとして将の声含めてキャストが刷新されたものがオンライン配信され、放送でもそれが使われているが、これは小向が覚醒剤事件を起こしたことやAV女優となったことによるもので、オリジナル版は視聴できる状況ではなくなっている。また、オリジナル版で小向が歌唱したオープニングテーマは由潮、エンディングテーマは牧野由依がカバーしたものになっている。
2017年2月にBSスカパー!の『田村淳の地上波ではダメ!絶対!』に出演し、覚醒剤について語った。

### YouTuberとして活動を開始
2020年4月19日にYouTubeで『小向美奈子公式チャンネル375』を開設しYouTuberとして活動を開始する。

## 人物
- 自身の胸の柔らかさが気に入っており、自らスライム乳と呼んでいる。
- 動物好きで、ペットにはイヌやネコをはじめ、ヘビやタランチュラなど爬虫類が特に好き。
- グラビアを中心に活動していた10代の頃は、少しぽっちゃりした印象があり、グラビアでもそのイメージで売っていた。胸が大きくなり始めたのは小学生の頃で、男子生徒には牛とからかわれることもあったという。
- 父親に護身術を伝授された経験がある。尊敬する人は父親であり、大人になってからも「一緒にお風呂に入ろう」と誘った事がある。
- 2009年に出版した自叙伝である「いっぱい、ごめんネ。」にて、処女喪失は中学1年時の13歳であるとカミングアウトしている。愛煙家。
- 2025年に年内結婚宣言をする[35]。

## 出演
（太字は主演）

### テレビドラマ
- 歓迎!ダンジキ御一行様 第7話（2001年）
- ヴァンパイアホスト（2004年） - 狩野莉音 役
- ああ探偵事務所 第8話（2004年） - 愛川みちる 役
- 陰陽少女（2004年） - 伊佐凪ミキ
- こちら本池上署（2005年） - 高城さやか 役
- 冬の輪舞 スペシャル（2005年） - 大丸百合 役
- 水戸黄門 第35部（2005年）　第1話/第2話　風雲急を告げる高松城(前編後編) - お京 役
- 夜王 第6話（2006年） - 風俗嬢チェリー 役
- 打姫オバカミーコ（2006年） - 丘場未唯子 役
- 特命係長 只野仁（3rdシーズン） 第29話（2007年）
- 銀座高級クラブママ青山みゆき2 ナニワクラブママ女帝バトル殺人事件（2007年） - 木村亜美 役
- 死ぬかと思った Case05「同窓会」（2007年）
- 孤独の歌声（2007年） - 木崎京子 役

### テレビ番組
- 弾丸!ヒーローズ（2001年10月 - 2002年2月、朝日放送）
- 就球魂（2003年、日本テレビ）
- 熱血!スペシャ中学（2003年4月 - 2007年3月、スペースシャワーTV）

### 映画
- チェーン（2003年） - 由里 役 ※映画初主演作
- 爆竜戦隊アバレンジャー DELUXE アバレサマーはキンキン中!（2003年） - 王女フリージア 役
- 集団殺人クラブ GROWING（2004年） - ミキ 役
- RANBU 〜艶舞剣士〜（2004年） - 小百合 役
- 天使が降りた日 第1話「気まぐれ天使」（2005年） - 美咲 役
- 花と蛇3（2010年） - 遠山静子 役

### オリジナルビデオ
- 秘忍伝 THE NINJA KILLER（2009年） - 小百合 役

### インターネット番組
- 街録ch〜あなたの人生、教えて下さい〜（YouTube番組、2021年）

### CM
- アサヒ飲料「麦水」（2001年）
- スパワールド「スパプー」（2002年）

### アニメ
- ホイッスル!（2002年） - 風祭将 役

## 映像作品

### イメージビデオ
- プチエンジェル（2000年11月、バップ）
- Pasion（2001年7月、ポニーキャニオン）
  - フジテレビビジュアルクイーンとしての作品。
- ミナコグラフィー（2001年12月、デジキューブ）
- PUT-ON、PUT-OFF（2002年6月、ポニーキャニオン）
  - 同時発売で別々のDVDだったが、2本セットでの発売も有った。
- R#101 小向美奈子 my love letter（2003年3月、ハピネットピクチャーズ）
- STEPS（2003年7月、ラインコミュニケーションズ）
- Atmosphere（2004年2月、ラインコミュニケーションズ）
- 私…。（2004年12月、ぶんか社）
- sense（2005年3月、ラインコミュニケーションズ）
- RIP style（2005年8月、ラインコミュニケーションズ）
- REVOIR（2006年7月、竹書房）
- R21（2007年3月、フォーサイド・ドット・コム）
- Plain（2007年10月、ラインコミュニケーションズ）
- DEAR （2008年6月、イーネット・フロンティア）

以前に発売したDVDに未収録映像分を追加などして再発したものとして、以下が存在。
- Special DVD-BOX（2004年6月、ラインコミュニケーションズ）
- MinaMix（2005年5月、ラインコミュニケーションズ）
- ファイナル水着パーフェクトDVD-BOX（2005年11月、ラインコミュニケーションズ）

### アダルト作品

#### DVD
2010年
- SOFT ON DEMAND×浅草ロック座 小向美奈子 DANGEROUS STRIPPER（1月7日、SODクリエイト）

2011年
- SOD大賞2010 SODグループメーカー「最優秀」受賞タイトル全作品集（3月19日、SODクリエイト）※ベスト・総集編
- AV女優 小向美奈子（10月14日、アリスJAPAN）※Blu-ray版同時発売
- 挑発 小向美奈子（12月9日、アリスJAPAN）※Blu-ray版同時発売

2012年
- ∞ 小向美奈子（2月10日、アリスJAPAN）※Blu-ray版同時発売
- 小向美奈子 コンプリート（6月22日、アリスJAPAN）※ベスト・総集編

2013年
- 小向美奈子×アリスJAPAN 人気シリーズ完全網羅スペシャル（2月22日、アリスJAPAN）※Blu-ray版同時発売
- 巨乳ダイナマイト 小向美奈子（12月13日、アリスJAPAN）

2014年
- BEACH QUEEN 小向美奈子（2月14日、アリスJAPAN）
- レイプ狂い 小向美奈子（4月11日、アリスJAPAN）
- ぶっかけ中出しアナルFUCK! 小向美奈子 （7月1日、ムーディーズ）
- 芸能人真性中出しソープランド 小向美奈子 （9月1日、ムーディーズ）
- 1日10回射精しても止まらないオーガズムSEX 真性中出しVer.小向美奈子（10月13日、ムーディーズ）
- 理性の吹き飛んだ芸能人と中出し性交 小向美奈子（12月1日、ムーディーズ）

2015年
- アタッカーズ完全監修 夫の目の前で犯されて―哀しみを背負った夫婦 小向美奈子（2月13日、ムーディーズ）
- 問題がありすぎて発売を自粛した、AVデビュー前の小向美奈子の超本能ムキ出し変態ガチンコお蔵入り映像が遂に流出!（7月1日、モラル）
- 【引退作品】小向美奈子in… ［脅迫スイートルーム］ Gossip Celebrity Minako（30） 小向美奈子（9月1日、ドリームチケット）
- MOODYZ小向美奈子全作品集（12月13日、ムーディーズ）※Blu-ray版同時発売、ベスト・総集編

2016年
- 王道爆乳痴女 : 小向美奈子 （9月9日、CATCHEYE）
- 中出し同棲生活 : 小向美奈子（10月21日、サムライポルノ）
- AV女優 小向美奈子 最終章始動（11月16日、マキシング）※Blu-ray同時発売
- ガチで交わる濃厚SEX : 小向美奈子（11月25日、サムライポルノ）

2017年
- 緊縛奴隷調教され快楽堕ちする美しき背徳未亡人（1月16日、マキシング）
- むしゃぶりつきたい女 オナ禁ハメ禁のあげく媚薬で理性がぶっ飛んだ美しい熟成爆乳（5月13日、Fitch）
- 上から目線で男を挟む淫語パイズリエステサロン（6月13日、Fitch）
- 小向美奈子 コンプリートBEST 4時間（6月16日、マキシング）※ベスト・総集編
- 緊縛奴隷孕ませオークション〜爆乳芸能人の肉体に喰い込む麻縄〜（7月13日、Fitch）
- 遂に解禁!大量ごっくんと真性中出し特濃24連発113分ノンストップ1本勝負ガチンコ撮影会 小向美奈子Special!（8月19日、Fitch）
- スペンス乳腺開発クリニックSpecial （9月1日、OPPAI) ※「AV OPEN 2017」ドキュメンタリー部門 エントリー作品
- 中出しいいなり温泉旅行（10月19日、SODクリエイト）
- 最高にエッチで綺麗な小向美奈子がアナタの姉になってラブラブ近親相姦生活（11月16日、SODクリエイト）
- ダブルでアクメ : 上原亜衣, 小向美奈子（12月7日、Climax Zipang）

2018年
- 芸能人 105cm ICup Madonna初登場!!夫の上司に犯され続けて7日目、私は理性を失った…。 （3月25日、マドンナ）
- マドンナ専属芸能人第2弾!!母の友人 （4月25日、マドンナ）
- 本番なしのマットヘルスに行って出てきたのは隣家の高慢な美人妻。弱みを握った僕は本番も中出しも強要!店外でも言いなりの性奴隷にした（8月13日、溜池ゴロー）
- あの団地の妻たちは…（9月13日、ムーディーズ）
- あなた、許して…。 背徳のやすらぎ（10月7日、アタッカーズ）
- プライド狩り（11月7日、アタッカーズ）
- 欲求不満な団地妻と孕ませオヤジの汗だく濃厚中出し不倫 小向美奈子（12月13日、溜池ゴロ－）

2019年
- レズビアンに囚われた女潜入捜査官 Special ～裏製薬会社と繋がる人身売買組織 編～ 小向美奈子 風間ゆみ 澤村レイコ（1月7日、ビビアン）
- 最愛の豊満爆乳妻が取引先のオヤジ社長に寝取られ種付けプレスされていた。 小向美奈子（2月25日、ダスッ!）
- 淫具スライム乳 ～な、なんと、最後の出演になってしまった～ 完全版（5月3日、Climax Zipang）
- 小向美奈子4時間BEST（12月13日、溜池ゴロー）※単体ベスト
- 月に一度の闇営業芸能人中出し乱交パーティー（12月25日、本中）

#### 動画配信
2016年
- 小向美奈子 スライム乳〜元グラビアアイドルと濃厚肉体交渉〜（6月24日、HEYZO動画）
- 小向美奈子 初裏無修正デビュー作品「スライム乳が仲間になった」(6月25日、カリビアンコム プレミアム)
- 極上泡姫物語 Vol.40 小向美奈子（6月25日、カリビアンコム）
- いっぱい、じらしてごめんネ 小向美奈子（8月13日、カリビアンコム）
- 真心を込めて奉仕するスライム乳 小向美奈子（8月24日、パコパコママ）
- スライム乳〜元グラビアアイドルと濃厚肉体交渉〜  小向美奈子（9月2日、HEYZO）
- 極上泡姫物語 Vol.40 ノーカット特別版 小向美奈子（9月2日、カリビアンコム プレミアム）
- スライム乳・完全版 小向美奈子（9月10日、一本道）
- 小向美奈子がぼくのお嫁さん 小向美奈子（9月16日、カリビアンコム）
- 濃密まぐわい〜本気でヤッちゃいました〜 小向美奈子（10月9日、HEYZO）
- 月刊 小向美奈子（11月4日、カリビアンコム プレミアム）
- 高級ソープへようこそ（11月17日、一本道）
- ボインッスル〜女王みなこの男祭ショー〜 小向美奈子（11月18日、カリビアンコム／カリビアンコム プレミアム）
- 美奈のパイズリロック（12月23日、カリビアンコム）

2017年
- 花弁と大蛇（1月24日、カリビアンコム）
- 癒しと痴女の二面性スペシャル（1月25日、一本道）
- 驚異のスライム乳（5月31日、パコパコママ）

2019年
- 淫具スライム乳 ～な、なんと、最後の出演になってしまった～（4月5日、カリビアンコム）
- THE 未公開 ～個室トイレでこっそりしゃぶるの大好き～（5月16日、カリビアンコム）
- マンコ図鑑 小向美奈子（6月19日、カリビアンコム）
- 最後のスライムファック（9月21日、Climax Zipang）

2021年
- 小向美奈子『-多忙-』映像version（3月25日、FC2動画）

#### VR
2017年
- VR長尺 芸能人グラビアアイドル中出し超高級ソープ嬢（10月27日、SODVR）
- 芸能人グラビアアイドル 爆乳Jカップ緊縛3P中出しセックス（12月1日、SODVR）
- 芸能人VR あの、小向美奈子のスライム乳を目の前で堪能 中出し性交（12月29日、SODVR）

2019年
- 芸能人HYPERスライム乳×MOODYZ HQ VR もしも小向美奈子がボクのカノジョだったら…!? 顔もおっぱいも、もちろん笑顔もハイクラス!! コムとの愛がい～っぱいLOVE SEX!!（8月30日、MOODYZ VR）
- MOODYZ HQスライム おっパブ史上最大級の乳迫力VR!! 接客トークとおっぱいボリュームが規格外! もちろん店に内緒でこっそり乳揺れ本番OKな芸能人・小向美奈子 永久指名!!（10月2日、MOODYZ VR）

## 出版

### 書籍
- いっぱい、ごめんネ。（2009年11月28日、徳間書店）ISBN 4198628580

### 雑誌
- 月刊ソフト・オン・デマンド 5月号増刊 小向美奈子DANGEROUS STRIPPER THE BOOK（2010年4月5日、ソフト・オン・デマンド）

### 写真集
- Flapping（2000年10月、英知出版、撮影：渡辺達生）ISBN 4754212681
- Classmate（2001年1月、バウハウス、撮影：井ノ元浩二）ISBN 4894616203
- komukai-16.com（小向美奈子パーフェクトムック）（Vijoal SUNDAY）（2001年5月、小学館、撮影：吉田裕之）ISBN 409104011X
- Squall（ヤングサンデーブックス）（2001年10月、小学館、撮影：西田幸樹）ISBN 4093720223
- MINA-FULL（2002年9月、ワニブックス、撮影：井ノ元浩二）ISBN 4847027159
- 月刊 小向美奈子（SHINCHO MOOK）（2003年1月、新潮社、撮影：マルベル堂）ISBN 4107901106
- スィートメモリー（2003年8月2日、竹書房、撮影：木村智哉）ISBN 4812412900
- 18歳・解禁（講談社MOOK）（2003年9月、講談社、撮影：小塚毅之、松田忠雄）ISBN 4061794086
- KOKO（2004年2月6日、竹書房、撮影：小塚毅之、松田忠雄）ISBN 4812415012
- KALMIA（2004年12月、ぶんか社、撮影：渡辺達生）ISBN 4821126443
- 花と蛇 3（2010年7月1日、ワニブックス、撮影：橋本雅司）ISBN 978-4847042911
- CLIMAX!!!（2012年9月26日、双葉社、撮影：清水清太郎）ISBN 978-4575304619
- ふた　たび（2025年5月30日、双葉社、撮影：清水清太郎、三浦雄司）ISBN 978-4575319743